# Test ergospirometrico

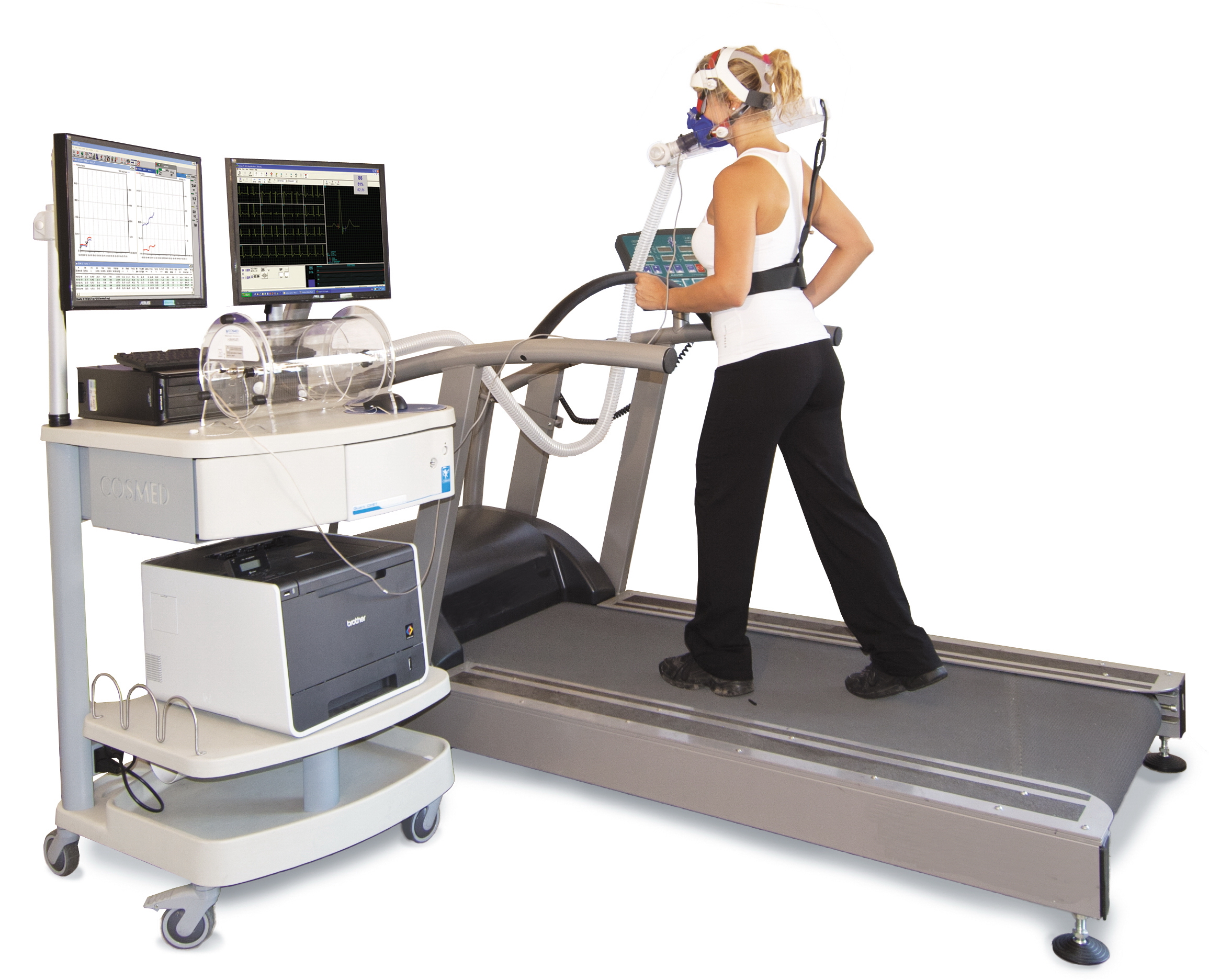
Paziente sottoposta al test ergospirometrico al tappeto rotante: si noti la maschera sul viso della paziente connessa con l'analizzatore di gas.

Il test ergospirometrico o test cardiopolmonare, anche noto in inglese come Cardiopulmonary exercise testing (CPET), è un test da sforzo durante il quale vengono monitorati di continuo i gas inspirati ed espirati, ossigeno ed anidride carbonica rispettivamente, in modo da poter valutare i seguenti parametri:
- consumo di ossigeno
- produzione di anidride carbonica
- frequenza respiratoria
- ventilazione

È un esame diagnostico, non invasivo, utilizzato nella valutazione dei pazienti cardiopatici, affetti da patologie broncopolmonari (broncopneumopatia cronica ostruttiva) o atleti in fase di allenamento.
Tale esame, a differenza del test da sforzo, ci permette di valutare la capacità massima di compiere un lavoro muscolare, attraverso il massimo consumo di ossigeno per quel soggetto. Le indicazioni che si ricavano hanno un'importanza prognostica notevole, ma bisogna tener presente che un gran numero di fattori concorrono al risultato finale come adattamenti neuro-ormonali, polmonari, cardiaci e muscolari: praticamente si riesce ad evidenziare un profilo fisiologico in un soggetto sotto sforzo tenendo sotto controllo sia l'aspetto cardiovascolare, che respiratorio e metabolico.

## Indicazioni
È un esame comunemente utilizzato dalla medicina sportiva per la valutazione degli agonisti in fase di idoneità sportiva, in realtà un altro campo di utilizzo è quello cardiologico nei pazienti con scompenso cardiaco cronico per valutare la compromissione funzionale ventricolare sinistra e la sua eventuale progressione, il riscontro di risposta alla terapia farmacologica impostata, ed infine per una stratificazione prognostica nell'eventualità di porre il paziente in lista d'attesa per il trapianto cardiaco.
Il test ergospirometrico è un semplice test da sforzo con analisi aggiunta della ventilazione polmonare e dei gas espirati, attraverso l'utilizzo di un boccaglio; viene effettuato su cicloergometro o sul tappeto rotante, con monitoraggio della frequenza cardiaca e della pressione arteriosa, registrazione continua al monitor dell'elettrocardiogramma di superficie a 12 derivazioni.

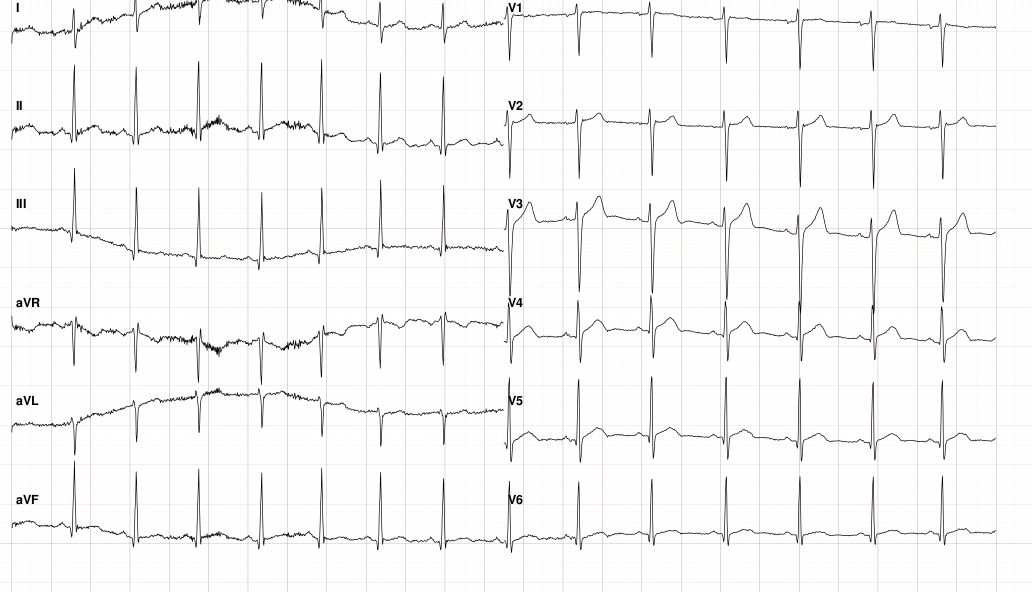
Elettrocardiogramma a 12 derivazione registrato durante un test cardiopolmonare

Viene utilizzato anche nei pazienti affetti da cardiopatia ischemica cronica per individuare situazioni a rischio di ischemia residua post-infartuale e in pazienti che stanno seguendo un programma riabilitativo. 
Nella patologia polmonare, si richiede nei pazienti affetti da patologie respiratorie tipo broncopneumopatia cronica ostruttiva o enfisema per valutare la riserva respiratoria, poiché fornisce preziose informazioni sull’eziologia delle dispnee di origine non nota.
Nella medicina dello sport viene utilizzato per valutare il grado di allenamento e per pianificare un percorso di training adeguato.

## Controindicazioni
Vi sono delle controindicazioni assolute e relative, assolutamente sovrapponibili a quelle del test da sforzo:
1. Assolute
infarto acuto del miocardio(<48h), angina instabile, scompenso cardiaco in fase acuta, aritmia sintomatica o emodinamicamente instabile, miocardite o pericardite acuta, stenosi aortica severa, insufficienza respiratoria, embolia polmonare recente
2. Relative
ipertensione arteriosa severa e non controllata, tachicardia ventricolare o tachicardia sopraventricolare, bradicardia severa, blocchi atrioventricolari di grado elevato, severa ipertensione polmonare.

## Parametri di valutazione
Il test permette di sottoporre a stress funzionale l'apparato cardio-circolatorio, l'apparato respiratorio ed i muscoli che sono impegnati nello sforzo, consentendo in questo modo di evidenziare i limiti ed i deficit di adattamento del soggetto.
Durante il test il soggetto respira in una apposita maschera collegata ad un analizzatore di gas, che è capace di misurare sia la quantità di anidride carbonica espirata sia la quantità di ossigeno inspirata. Il principale parametro utilizzato è comunque il consumo di ossigeno:
- la VO2max: è il plateau del consumo di O2 massimale e dipende da età, sesso e peso corporeo
- la VO2picco: è il più elevato valore VO2 registrato nel test, se non si raggiunge il VO2max e ci indica la tolleranza allo sforzo per quel soggetto (se si dovesse ridurre per lo stesso carico di lavoro, in pazienti cardiopatici potrebbe indicare una riduzione della performance del muscolo cardiaco)
- la soglia anaerobica: è il punto in cui i muscoli in esercizio non riescono più a ricevere una quantità di O2 adeguata, e quindi il meccanismo aerobico è giunto a saturazione, ciò porta all'incremento dell'acido lattico e alla produzione di anidride carbonica, che verrà registrata contemporaneamente al suo aumentare.[8]

Negli atleti si valuta soprattutto la massima potenza aerobica, proporzionale al VO2max (il VO2max viene definito massimo consumo di ossigeno e si raggiunge quando una nuova richiesta di energia non coincide più con un ulteriore aumento di consumo d'ossigeno).